# Jeanne Richard
Jeanne Richard (ur. 13 kwietnia 2002 w Thonon-les-Bains) – francuska biathlonistka, wielokrotna medalistka mistrzostw świata juniorek.

## Kariera
Po raz pierwszy na arenie międzynarodowej pojawiła się 20 grudnia 2019 roku w Martell, gdzie w zawodach Pucharu IBU juniorów zajęła 27. miejsce w sprincie. W 2020 roku wystartowała na igrzyskach olimpijskich młodzieży w Lozannie, zdobywając złoty medal w pojedynczej sztafecie mieszanej i srebrny w biegu indywidualnym. Podczas rozgrywanych rok później mistrzostw świata juniorów w Obertilliach wywalczyła złote medale w biegu indywidualnym i sztafecie. Następnie zajęła trzecie miejsce w sztafecie na mistrzostwach świata juniorów w Soldier Hollow w 2022 roku. Ponadto na mistrzostwach świata juniorów w Szczuczyńsku w 2023 roku zdobyła srebrne medale we wszystkich pięciu startach: biegu indywidualnym, sprincie, biegu pościgowym, sztafecie i sztafecie mieszanej.
W zawodach Pucharu Świata zadebiutowała 5 stycznia 2024 roku w Oberhofie, zajmując ósme miejsce w sprincie. Tym samym już w debiucie zdobyła pierwsze punkty. Na podium zawodów tego cyklu pierwszy raz stanęła 19 stycznia 2025 roku w Ruhpolding, kończąc bieg masowy na trzeciej pozycji. Wyprzedziły ją jedynie Szwedka Elvira Öberg i Niemka Franziska Preuß.

## Osiągnięcia

### Mistrzostwa świata
| Rok  | Miejscowość | Konkurencje | Konkurencje | Konkurencje | Konkurencje | Konkurencje | Konkurencje | Konkurencje |
| Rok  | Miejscowość | IN          | SP          | PU          | MS          | RL          | MR          | SR          |
| ---- | ----------- | ----------- | ----------- | ----------- | ----------- | ----------- | ----------- | ----------- |
| 2024 | Nové Město  | –           | 15.         | 18.         | –           | –           | –           | –           |
| 2025 | Lenzerheide | 23.         | 28.         | 34.         | 4.          | –           | –           | –           |

### Mistrzostwa świata juniorów
| Rok  | Miejscowość    | Konkurencje | Konkurencje | Konkurencje | Konkurencje | Konkurencje | Konkurencje | Konkurencje |
| Rok  | Miejscowość    | IN          | SP          | PU          | MS          | RL          | MR          | SR          |
| ---- | -------------- | ----------- | ----------- | ----------- | ----------- | ----------- | ----------- | ----------- |
| 2021 | Obertilliach   | 1.          | 31.         | 29.         | nd.         | 1.          | nd.         | nd.         |
| 2022 | Soldier Hollow | 26.         | 24.         | 6.          | nd.         | 3.          | nd.         | nd.         |
| 2023 | Szczuczyńsk    | 2.          | 2.          | 2.          | nd.         | 2.          | 2.          | nd.         |

### Puchar Świata

#### Miejsca w klasyfikacji generalnej
| Sezon     | Miejsce |
| --------- | ------- |
| 2023/2024 | 39.     |
| 2024/2025 | 6.      |

#### Miejsca na podium w zawodach Pucharu Świata chronologicznie
| Lp. | Dzień       | Rok  | Miejscowość | Konkurencja            | Lokata | Pudła   | Czas biegu | Strata | Zwycięzca    |
| --- | ----------- | ---- | ----------- | ---------------------- | ------ | ------- | ---------- | ------ | ------------ |
| 1.  | 19 stycznia | 2025 | Ruhpolding  | Bieg masowy na 12,5 km | 3.     | 0+0+0+0 | 33:00,5    | +25,4  | Elvira Öberg |